# Präsenzbibliothek
Als Präsenzbibliothek bezeichnet man eine Bücherei, deren Bestand stets vor Ort bleiben muss (siehe Präsenz). Im Gegensatz zu Ausleihbibliotheken dürfen hier Bücher und andere Medien also nicht regulär von den Benutzern entliehen, sondern nur in den bibliothekseigenen Räumen benutzt werden.
Präsenzbibliotheken haben den Vorteil, dass sie ihren Bestand immer verfügbar haben. Ein Nachteil ist, dass so die Benutzung der Bücher an die Einrichtung gebunden bleibt und durch die Öffnungszeiten eingeschränkt wird. Viele Präsenzbibliotheken gestatten aber das Ausleihen über Nacht oder über das Wochenende, manchmal ist auch bestimmten Benutzergruppen (zum Beispiel bei Universitätsbibliotheken den Lehrenden der betreffenden Hochschule) die Ausleihe erlaubt.
Auch Ausleihbibliotheken besitzen oft einen gewissen Teil an nicht entleihbaren Medien. Zum Präsenzbestand zählen hier meist besonders wertvolle oder alte Ausgaben, zum Beispiel Handschriften oder Inkunabeln, sowie häufig genutzte Nachschlagewerke und Arbeitsmaterialien. Bei elektronischen Medien wird die Entscheidung zwischen Präsenz- und Ausleihbestand durch online zugängliche Inhalte zunehmend vereinfacht. Allerdings sind viele Bibliotheken durch Lizenzvereinbarungen gezwungen, den Online-Zugang zu diesen Ressourcen nur innerhalb ihres Hauses zu ermöglichen.